# 비원도서관
비원도서관은 대구광역시 서구의 도서관이다.

## 연혁
- 2018년 5월 30일 개관.